# Bleptina athusalis
Bleptina athusalis är en fjärilsart som beskrevs av William Schaus 1916. Bleptina athusalis ingår i släktet Bleptina och familjen nattflyn. Inga underarter finns listade i Catalogue of Life.